# Melanolophia crama
Melanolophia crama là một loài bướm đêm trong họ Geometridae.